# Тут, на цьому перехресті
«Тут, на цьому перехресті» («Այստեղ, այս խաչմերուկում») — радянський художній фільм 1974 року, знятий режисером Кареном Геворкяном на кіностудії «Вірменфільм».

## Сюжет
Поетична розповідь про бригаду будівельників-дорожників, які асфальтують одну з вулиць у новому житловому масиві міста.

## У ролях
- Азат Шеренц — Мукуч
- Рафаель Сароян — Петрос
- Фінландік Асатрян — Каро
- Григор Сарафян — Андранік
- Катерина Демиденко — Ніна
- Аркадій Айрапетян — Шаварш
- Арташес Вруйр — професор
- Верджалуйс Міріджанян — дружина Мукуча
- Галя Новенц — мати Андраніка
- В. Мірзоян — епізод
- Армен Сантросян — епізод
- А. Мекінян — епізод

## Знімальна група
- Режисер — Карен Геворкян
- Сценаристи — Карен Геворкян, Еммануїл Мнацаканян
- Оператор — Альберт Явурян
- Композитор — Тигран Мансурян
- Художники — Грайр Карапетян, Грета Налчаджян